# 강석원
강석원(姜錫元, 1908년 8월 21일 ~ 1991년 1월 7일)은 대한민국의 항일 독립운동가 겸 시인이다.

## 생애

### 일생
본관은 진주(晉州)이며 전라남도 광주에서 출생한 그는 일찍이 광주청년동맹(光州靑年同盟)에 가담하였고 1928년 전남소년연맹 창립대회 총회에 참여하여 광주주재소(光州駐在所)에 구금 조치 처분된 적이 있다.
1929년 10월 27일에는 광주학생운동에 가담하였고 아울러 성진회(醒進會) 사건으로 체포되어 징역 2년형을 선고받고 복역 후 만기출감하였으며 이후 일본 유학을 하였으나 학업을 중도 포기하고 귀국하였다.
이후 광주에서 항일 독립운동에 동참하다가 1945년 광주에서 8·15 광복을 목도하였고 1948년 대한민국 정부 수립 이후에는 전라남도 광주에서 시인과 사회운동가로 활약하였다.

### 학력
- 전라남도 광주보통학교 졸업
- 경성 경신고등보통학교(前) → 전라남도 광주청년학원 고등보통부 졸업
- 일본 도쿄 철도학교 중퇴
- 대한민국 국방대학교 행정학사 1기(1956년)

### 사망
그는 1991년 1월 7일, 광주직할시 광산구 송정동에서 노환으로 인하여 향년 84세로 별세하였다.

## 서훈
1977년 대통령 표창장을 받았고 1990년 건국훈장 애족장을 받았다.

## 가족 관계
- 형: 강해석(姜海錫, 1904년 1월 18일 ~ 1973년 4월 25일, 항일 사회주의 운동가 겸 공산주의자. 前 전국농민조합총연맹 대의원.)
- 형: 강영석(姜永錫, 1906년 5월 14일 ~ 1991년 1월 24일, 친일 사회주의 운동가 겸 공산주의자. 前 조선공산당 전라남도 광주지당 담양군 인민위원회 상임위원.)